# Begonia sudjanae
Espèce
Begonia sudjanae est une espèce de plantes de la famille des Begoniaceae. Ce bégonia est originaire d'Indonésie. L'espèce fait partie de la section Jackia. Elle a été décrite en 1963 par Carl-Axel Jansson (1925-).
En 2018, l'espèce a été assignée à une nouvelle section Jackia, au lieu de la section Reichenheimia.

## Description

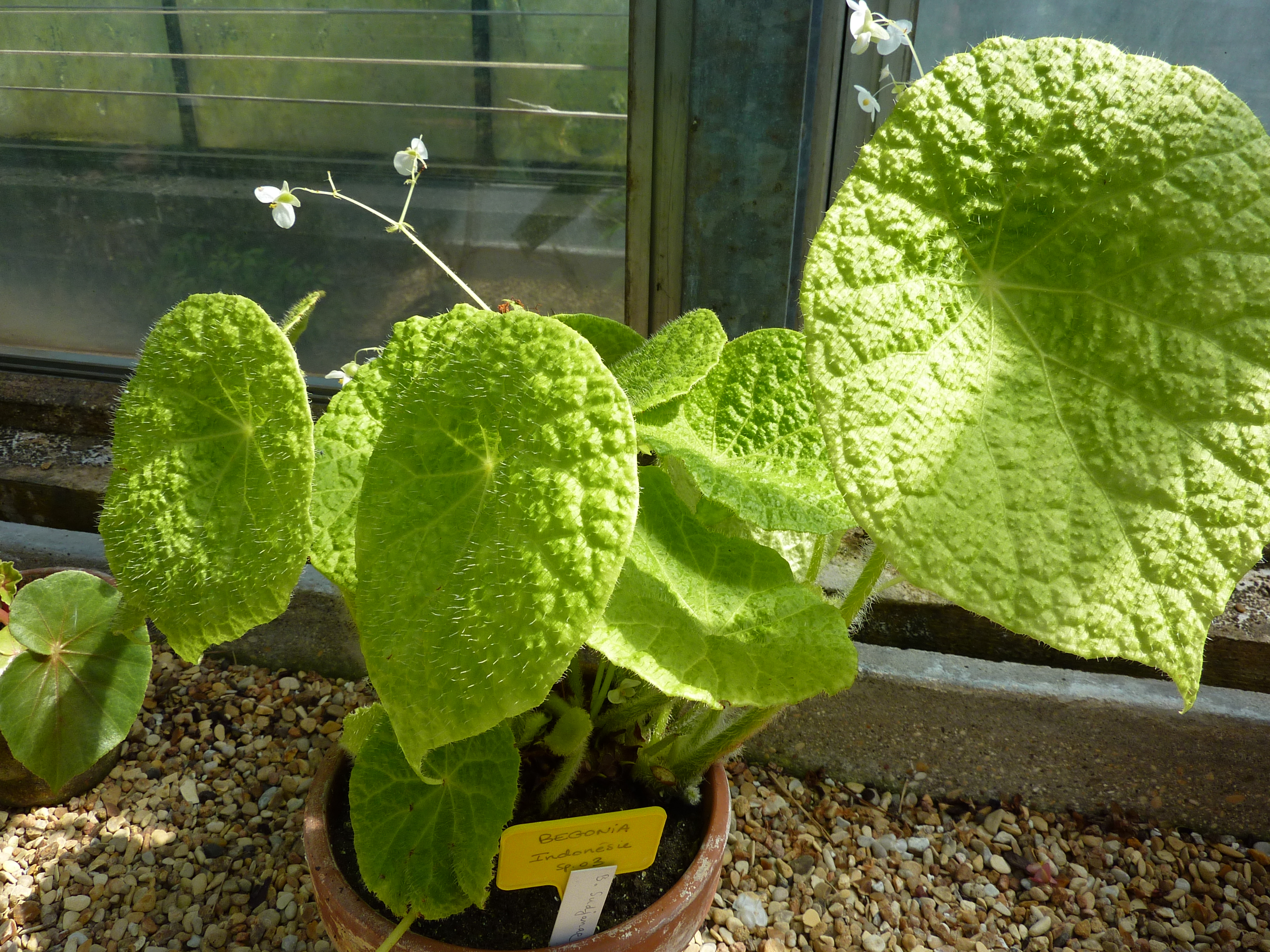
Begonia sudjanae, cultivé au jardin des serres d'Auteuil

## Répartition géographique
Cette espèce est originaire du pays suivant : Indonésie.